# Planik
Planik (italsky Magresina) je neobydlený ostrov v Jaderském moři. Rozkládá se na území Chorvatska, leží v Zadarské župě. Jeho rozloha je 1,09 km². Ostrov leží uprostřed Pohlibského průplavu. Jihozápadní strana ostrova je porostlá makchií, kdežto severovýchodní strana je holá a kamenitá. Na ostrově chovají obyvatelé ostrova Olib ovce a nacházejí se zde pozůstatky budov. Na ostrově není možnost ubytování a občerstvení, takže turisty je navštěvován pouze minimálně.
Sousedními ostrovy jsou Olib (4,3 km západně), Maun (6,6 km severovýchodně) a Vir (13 km jihovýchodně). Od ostrova Pag se Planik nachází 11,3 km na jihovýchod. V blízkosti Planiku se rovněž nacházejí dva malé ostrůvky, Planičić a Pohlib'.